# Sakalawa

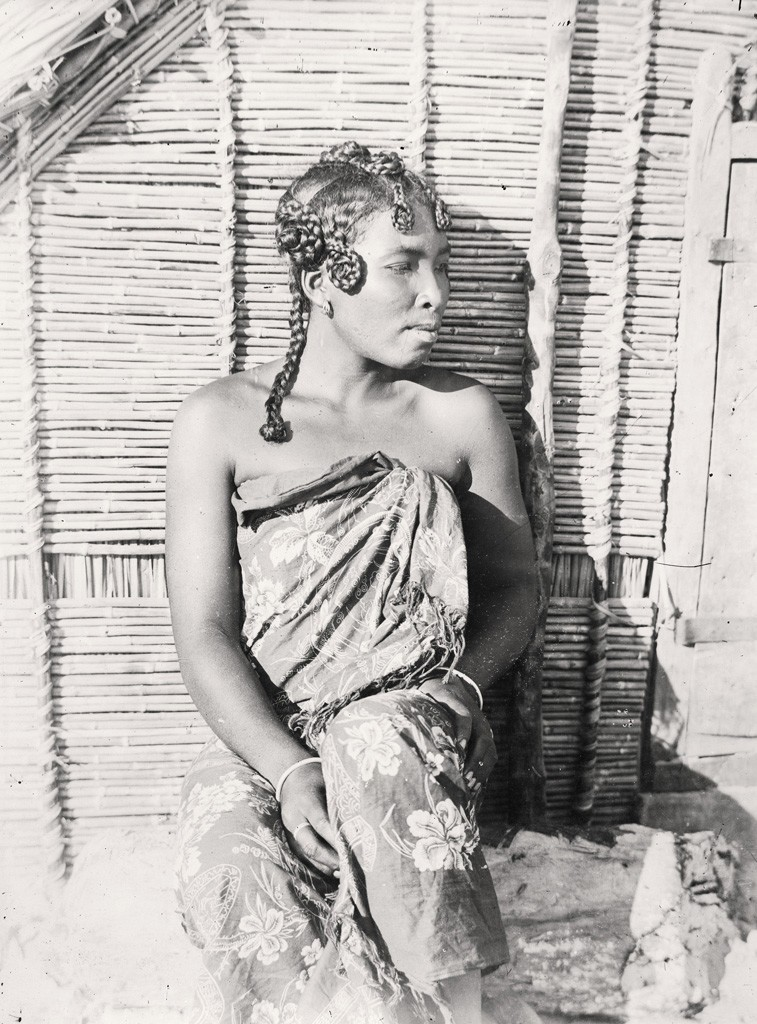
Kobieta pochodząca z plemienia Sakalawa

Sakalawa (malg. Sakalava) – jedna z 18 grup etnicznych zamieszkujących Madagaskar. Populacja ludu szacowana jest na około 1,4 miliona osób. Zamieszkują głównie zachodnie wybrzeże wyspy, od Toliara na południu po Sambirano na północy.

## Etymologia nazwy
Pochodzenie nazwy Sakalava nie jest jednoznacznie wyjaśnione. Jedna z koncepcji zakłada tłumaczenie ze współczesnego języka malgaskiego, czyli języka urzędowego Madagaskaru, jako „ludzie z długich dolin“. Teorię podważa jednak fakt, że zachodnie wybrzeże wyspy cechują niewielkie różnice wysokości względnych. Inna mówi, że słowo prawdopodobnie pochodzi z języka arabskiego – saqaliba, które z kolei wywodzi się od łacińskiego esclavus, czyli niewolnik.

## Pochodzenie

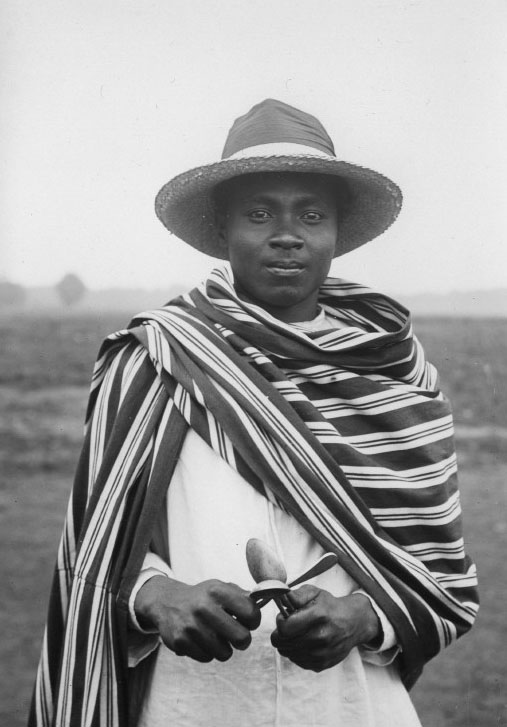
Mężczyzna z ludu Sakalawa grający na Kayamba

Sakalawa są prawdopodobnie potomkami imigrantów z różnych stron świata, głównie Bliskiego Wschodu (Arabowie i Persowie), Afryki kontynentalnej (Bantu), Indii i Indonezji oraz Portugalii, którzy przybyli na Madagaskar w XVII wieku. Zintegrowali się oni z mieszkającymi na wyspie ludami Vezo (dominującymi na zachodnim wybrzeżu) i Vazimba (zasiedlającymi tereny wewnątrz). Z czasem różnice kulturowe zaczęły doprowadzać do licznych walk o władzę. W zachodniej części wyspy utworzyły się wielkie królestwa: Antakarana, Boina, Menabe i Vezo. Na przełomie XVIII i XIX wieku, za panowania Ravahiny, ludy Sakalawa zostały zjednoczone.

## Terytorium
Sakalawa zamieszkują głównie zachodnie wybrzeże Madagaskaru, nad Kanałem Mozambickim, od miasta Toliara na południu po rzekę Sambirano na północy. Część ich terytorium znajduje się w granicach Parku Narodowego Kirindy Mitea. Obszar Sakalawów, analizując wyspę pod względem geograficznego zasięgu grup etnicznych, sąsiaduje z terytoriami ludów: Antandroy, Bara i Merina.

## Historia
Przekaz zakłada, że pierwszym władcą ludu był Andriamisara, który zdobył władzę w bratobójczej walce. Po Andriamisarze władzę w państwie objął jego syn Andriandahifotsi, który prowadził ekspansję terytorialną. Podbił obszary położone na północ od Bengi (ówczesnej stolicy) – po Manambolo i na wschód – po Midongy. Samo państwo Andriandahifotsi nazywano wówczas Menabe. Wprowadził liczne zwyczaje, dotyczące traktowania osoby władcy, m.in. uznanie jego boskości i kult zmarłych panujących. Ustanowił również pośmiertne imiona, zaczynające się od Andria i kończące się na -arivo. Po śmierci Andriandahifotsi w 1685 roku w Menabe ponownie rozgorzała walka o władzę. Zwycięstwo odniósł jego syn Trimanongarivo. Podobnie jak ojciec zdobył przywództwo w bratobójczym pojedynku. Pokonany wówczas Tsimanata uciekł na północ, gdzie założył własne państwo Boina, podbijając Sandangoatsi, Manandabo oraz Antalaotes. Rozbicie terytorialne znacznie osłabiało Sakalawów, jednak na przełomie XVIII i XIX wieku ludy zostały zjednoczone. Stało się to możliwe dzięki panowaniu Ravahiny, która nawiązała współpracę z władcą jeszcze słabszego od Sakalawów państwa Imerina, Andrianampoinimerinem.

## Kultura
Kultura Sakalawów ukształtowała się pod wpływem innych kultur afrykańskich. Silnie rozwinięty jest kult zmarłych. Kawałki kości uważane są za przedmioty magiczne. Grobowce budowane są głównie z drewna i często ozdabiane są drewnianymi figurkami, które mają erotyczny charakter. Co dziesięć lat Sakalawa masowo czczą swoich przodków. Gromadzą się w Belo, nad brzegiem rzeki Tsiribihina. Święto to nazywa się Fitampoha. Podczas tej ceremonii szczególną uwagę skupiają się na oddaniu czci duchom pierwszych władców, zwłaszcza Andrianahifotsy i Andriamandisoarivo. Społeczeństwo Sakalawów cechuje podział na warstwy wyższą i niższą (lud i potomkowie niewolników).

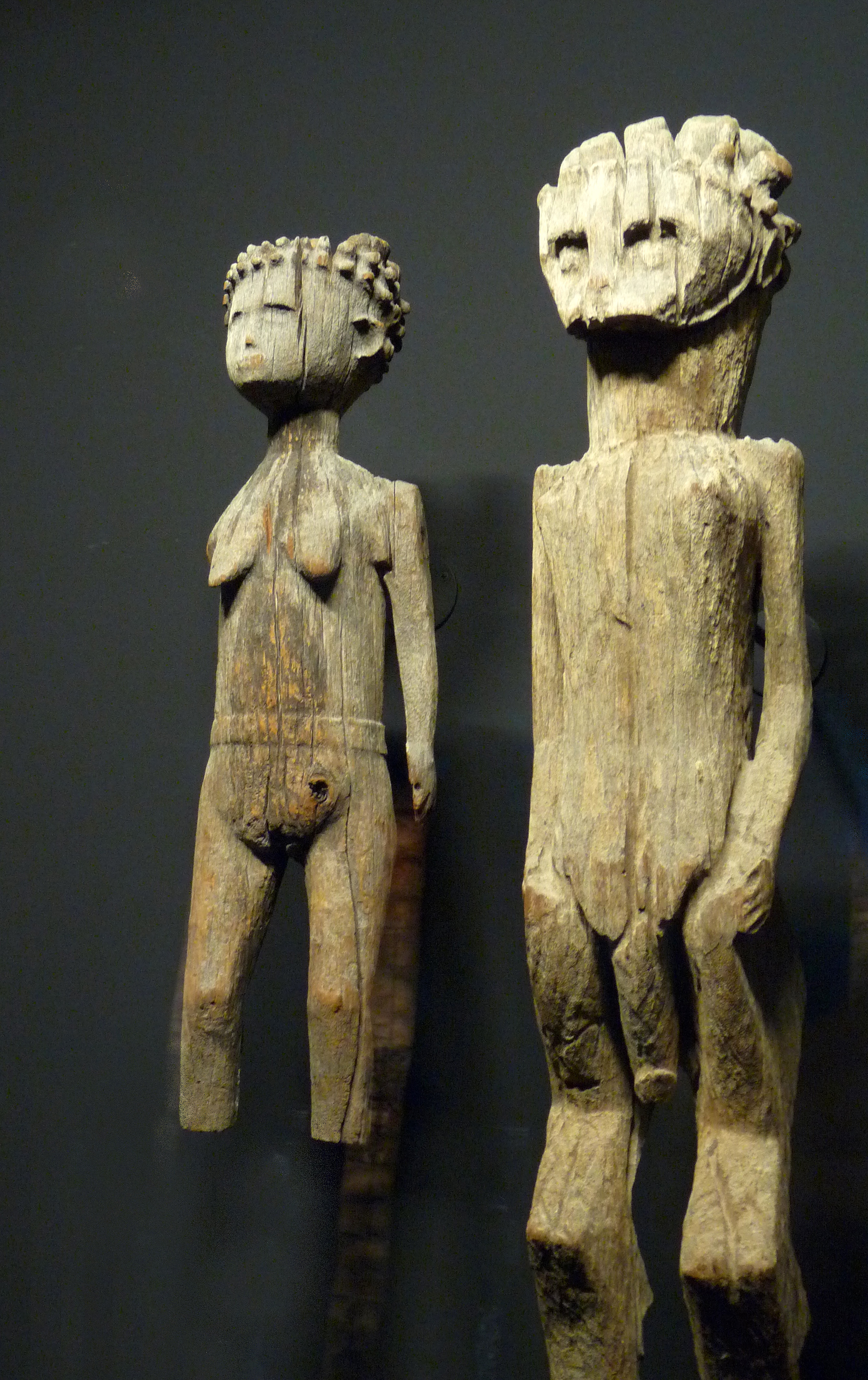
Figurki pochodzące z Musée du quai Branly
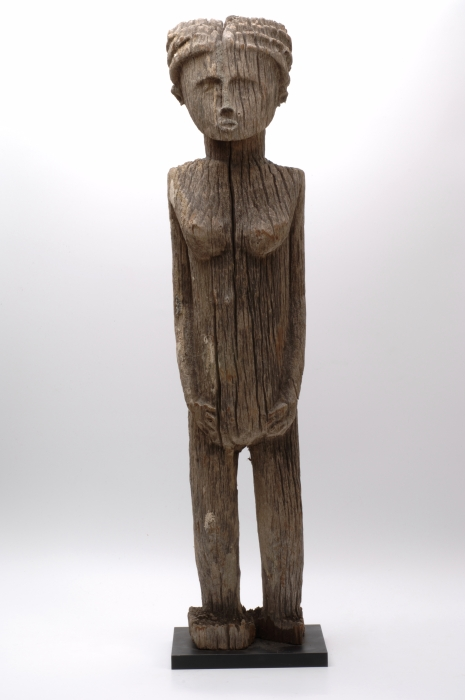
Figurka pochodząca z Tropenmuseum w Holandii
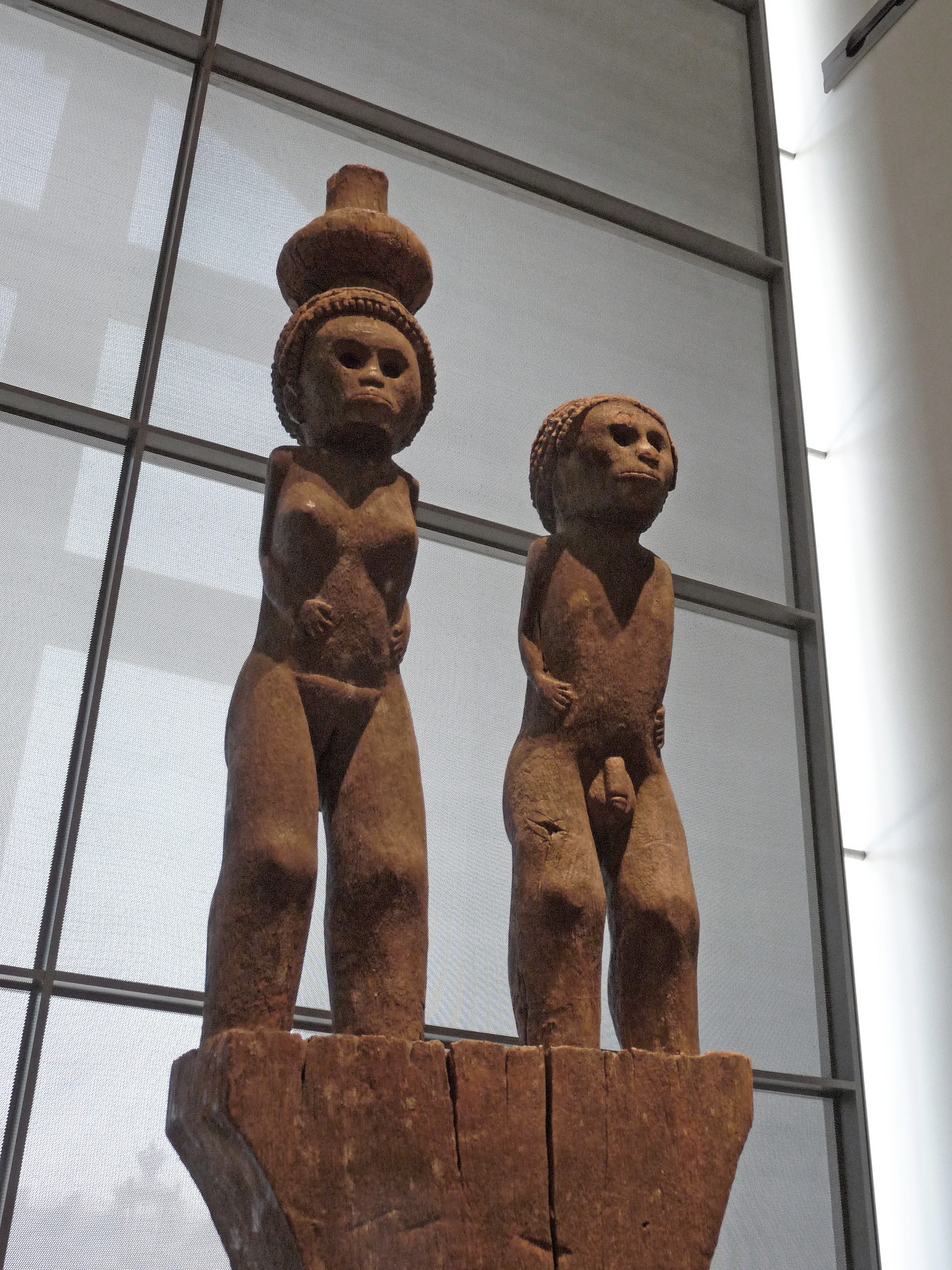
Figurki pochodzące z Luwru
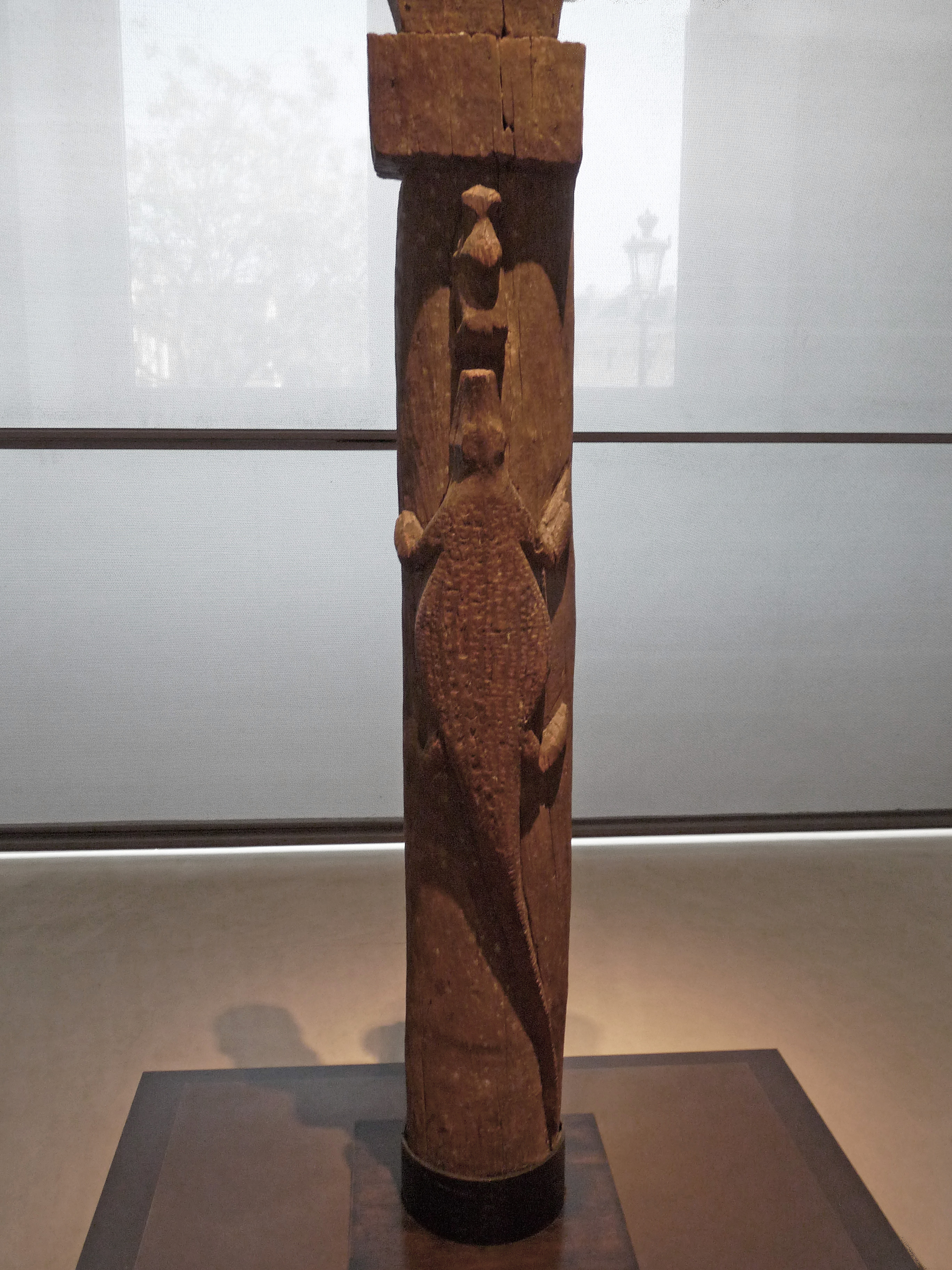
Rzeźbiony element dekoracyjny przedstawiający krokodyla, znajdujący się w Luwrze
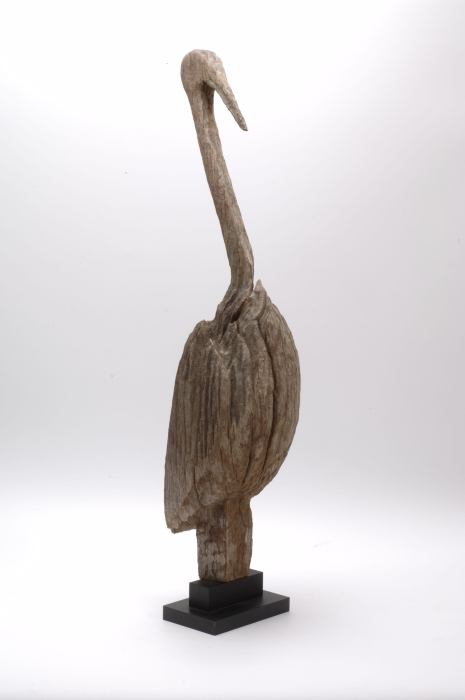
Figurka pochodząca z Tropenmuseum
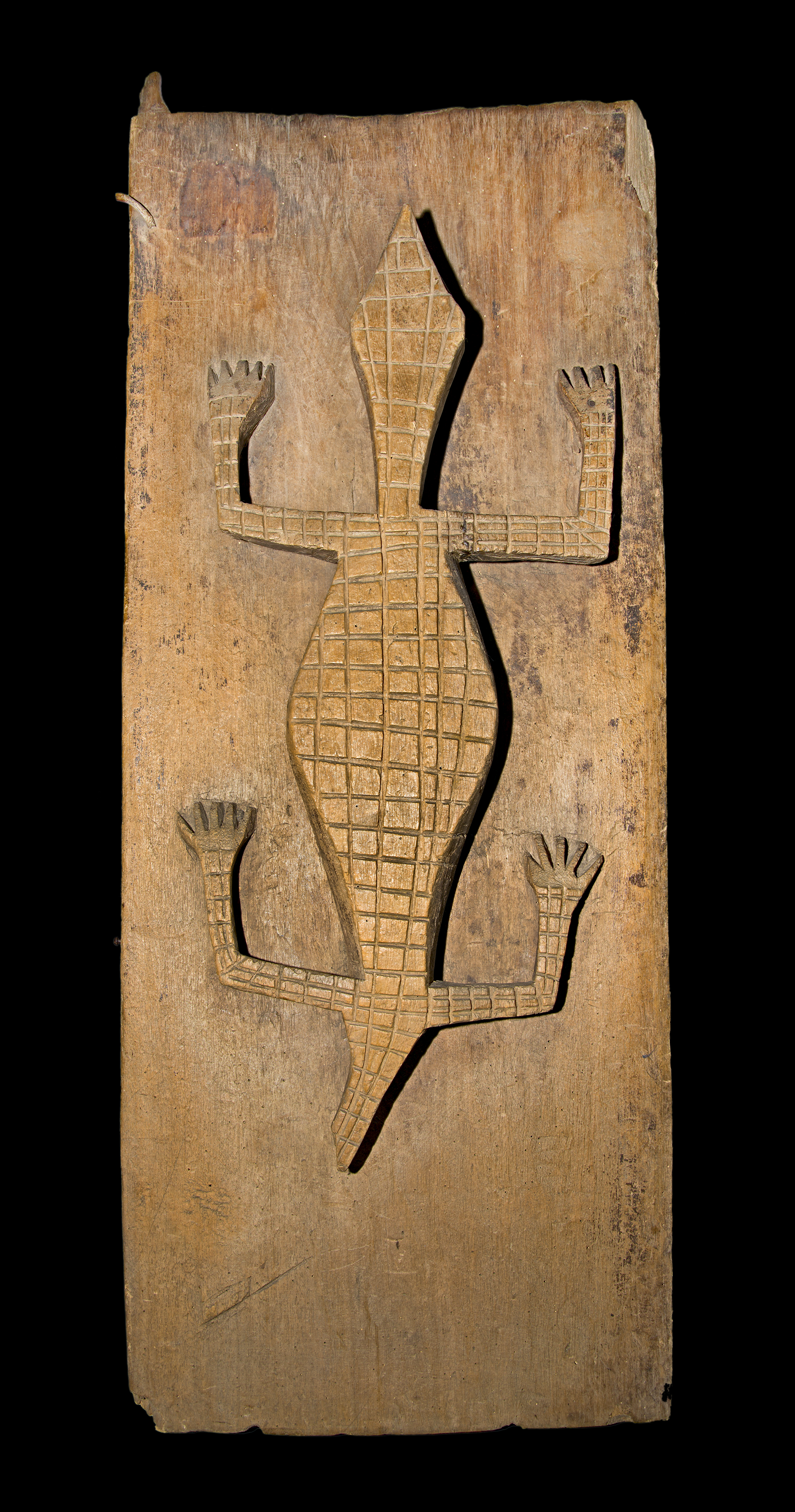
Drzwi z rzeźbionym krokodyla, wystawione na Wystawie Światowej w Paryżu w 1900 roku